# USS Coral Sea (CV-43)
USS Coral Sea (CV/CVB/CVA-43) là một tàu sân bay của Hải quân Hoa Kỳ, là chiếc cuối cùng trong lớp Midway, được đưa ra hoạt động sau khi Chiến tranh Thế giới thứ hai kết thúc. Nó là chiếc tàu chiến thứ hai của Hải quân Mỹ được đặt cái tên này, nhằm kỷ niệm Trận chiến biển San hô năm 1942, và được thủy thủ đoàn đặt cái tên lóng "Ageless Warrior". Nó đã hoạt động tại Đại Tây Dương và Địa Trung Hải, tham gia Chiến tranh Việt Nam cũng như vụ Khủng hoảng con tin Iran và xung đột với Libya, trước khi được cho ngừng hoạt động vào năm 1990 và được tháo dỡ vào năm 2000. Coral Sea từng bảy lần được tặng thưởng danh hiệu Đơn vị Tuyên dương Hải quân cùng mười hai Ngôi sao Chiến trận do thành tích phục vụ trong cuộc Chiến tranh Việt Nam.

## Thiết kế và chế tạo
Thoạt tiên chỉ được biết đến như là tàu sân bay với ký hiệu lườn CV-43, hợp đồng chế tạo nó được trao cho hãng Newport News Shipbuilding tại Newport News, Virginia vào ngày 14 tháng 6 năm 1943, rồi được tái xếp lớp như một "tàu sân bay lớn" với ký hiệu lườn CVB-43 vào ngày 15 tháng 7 năm 1943 và được đặt lườn vào ngày 10 tháng 7 năm 1944. Khi chiếc tàu sân bay chị em CV-42 vốn mang tên USS Coral Sea được đổi tên thành USS Franklin D. Roosevelt vào ngày 8 tháng 5 năm 1945 để tôn vinh vị Tổng thống Franklin D. Roosevelt vừa từ trần, chiếc CVB-43 được đặt tên là Coral Sea. Nó được hạ thủy vào ngày 2 tháng 4 năm 1946; được đỡ đầu bởi bà Thomas C. Kinkaid, phu nhân Đô đốc Thomas C. Kinkaid, người chỉ huy Đội đặc nhiệm 17.2 trong Trận chiến biển Coral; và được nhập biên chế cùng Hải quân Hoa Kỳ vào ngày Hải quân 1 tháng 10 năm 1947 dưới quyền chỉ huy của Hạm trưởng, Đại tá Hải quân A.P. Storrs III.

## Lịch sử hoạt động

### Các hoạt động ban đầu
Coral Sea đánh dấu sự mở đầu hoạt động của mình bằng một dấu mốc, khi vào ngày 27 tháng 4 năm 1948, hai máy bay P2V-2 Neptune, do Trung tá Thomas D. Davies và Thiếu tá John P. Wheatley điều khiển, đã cất cánh từ sàn đáp chiếc tàu sân bay có sự trợ giúp của các bộ JATO (jet assisted take-off) ngoài khơi Norfolk, Virginia. Đây là lần phóng máy bay đầu tiên từ một tàu sân bay đối với một kiểu máy bay có kích cỡ và trọng lượng như vậy. Coral Sea khởi hành từ Norfolk, Virginia vào ngày 7 tháng 6 năm 1948 cho một chuyến đi huấn luyện học viên mới đến Địa Trung Hải và vùng biển Caribbe, và đã quay về Norfolk, Virginia vào ngày 11 tháng 8.

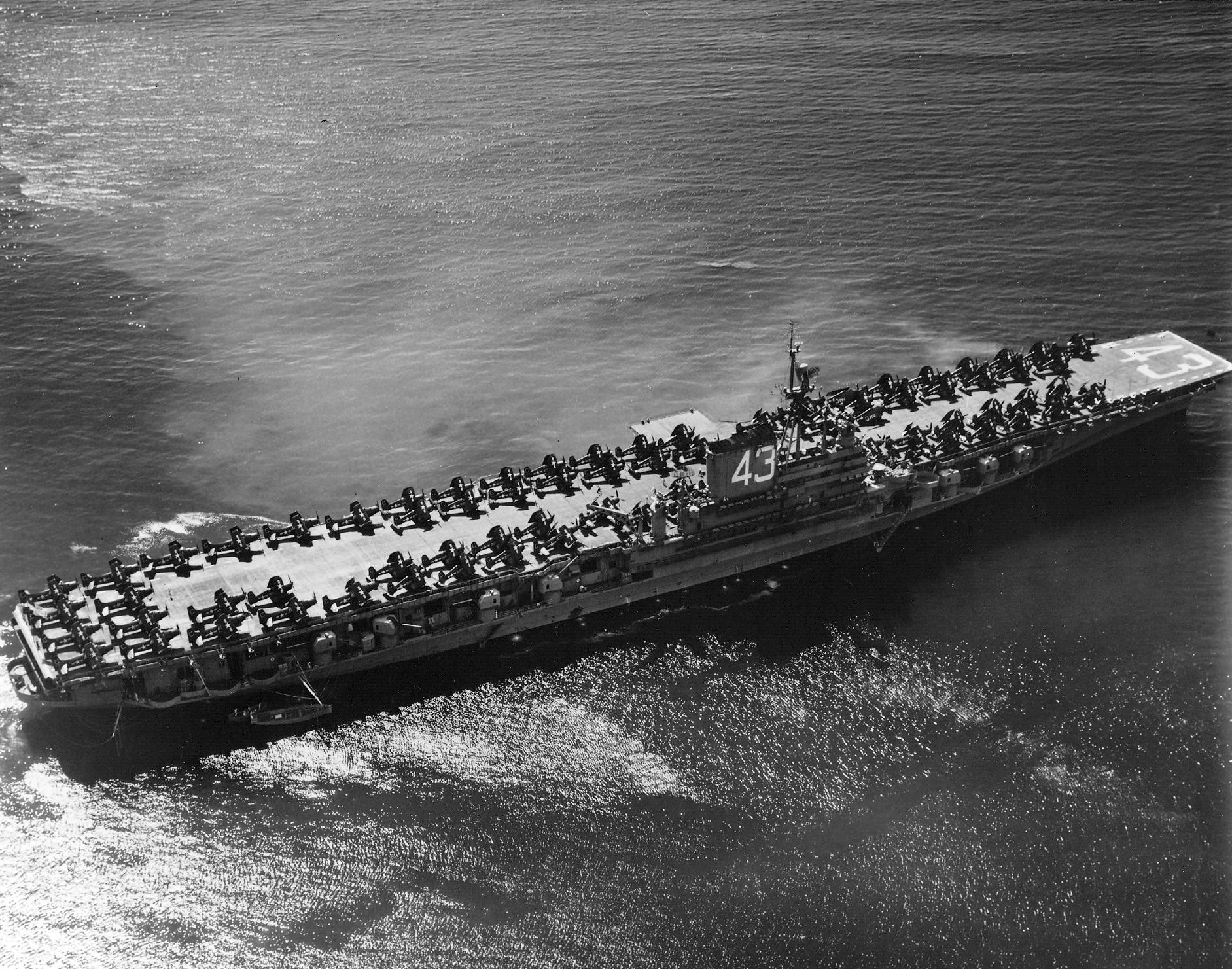
USS Coral Sea trong chuyến hải hành đầu tiên vào năm 1948

Sau một giai đoạn đại tu, Coral Sea lại hoạt động trở lại tại khu vực ngoài khơi Virginia Capes. Vào ngày 7 tháng 3 năm 1949, một chiếc P2V-3C Neptune, do Đại tá John T. Hayward thuộc Phi đội VC-5 điều khiển, đã cất cánh từ chiếc tàu sân bay với tải trọng bom giả nặng 10.000 lb (4.500 kg). Chiếc máy bay đã băng ngang lục địa, ném số bom giả xuống khu vực Bờ Tây, rồi quay trở về không ngừng nghỉ để hạ cánh xuống Căn cứ không lực Hải quân Patuxent River, Maryland. Sau đợt huấn luyện tại vùng biển Caribbe, Coral Sea lên đường vào ngày 3 tháng 5 năm 1949 cho lượt bố trí hoạt động đầu tiên tại Địa Trung Hải cùng Đệ Lục hạm đội, và quay trở về nhà vào ngày 28 tháng 9.

### Thập niên 1950

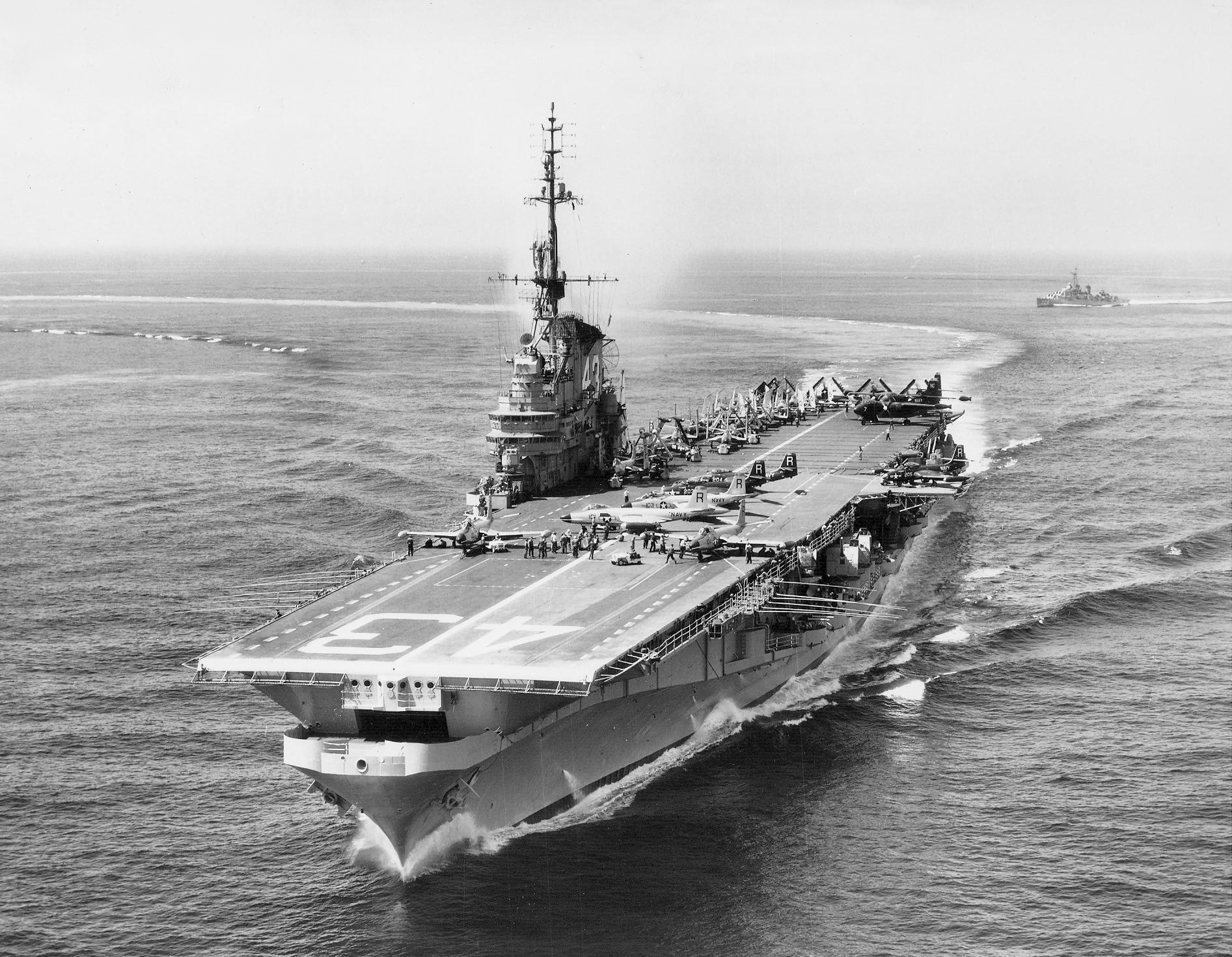
Coral Sea với sàn đáp thẳng vào năm 1955

Ngày 21 tháng 4 năm 1950, lượt cất cánh đầu tiên của kiểu máy bay ném bom tấn công hạng nặng AJ-1 Savage từ một tàu sân bay đã được thực hiện trên Coral Sea, cũng do Đại tá John T. Hayward thuộc Phi đội VC-5 điều khiển. Những phi công còn lại của phi đội đã hoàn tất việc chuẩn nhận hoạt động trên tàu sân bay của kiểu máy bay này vào ngày 31 tháng 8, đánh dấu việc đưa ra hoạt động trên tàu sân bay loại máy bay ném bom tấn công tầm xa. Vào lúc này, Coral Sea quay trở lại Địa Trung Hải hoạt động cùng Đệ Lục hạm đội từ ngày 9 tháng 9 năm 1950 đến ngày 1 tháng 2 năm 1951.
Sau khi quay trở về nhà, Coral Sea trải qua một đợt đại tu rồi hoạt động tại chỗ, cũng như huấn luyện cùng Phi đoàn 17 để chuẩn bị cho việc quay trở lại hoạt động tại Địa Trung Hải một lần nữa vào ngày 20 tháng 3 năm 1951. Trong vai trò soái hạm của Tư lệnh Đội tàu sân bay 6, nó tham gia cuộc tập trận Beehive I của khối NATO, rồi quay về Norfolk, Virginia vào ngày 6 tháng 10 cho các hoạt động tại chỗ và tại vùng biển Caribbe. Sau đó chiếc tàu sân bay lên đường vào ngày 19 tháng 4 năm 1952 đi sang Địa Trung Hải. Trong khi phục vụ cùng Đệ Lục hạm đội, nó ghé thăm Nam Tư, và đã đưa Thống chế Josip Broz Tito trong một chuyến đi thị sát hoạt động của tàu sân bay kéo dài một ngày. Con tàu được tái xếp lớp thành một "tàu sân bay tấn công" với ký hiệu lườn mới CVA-43 vào ngày 1 tháng 10 năm 1952 trong khi đang ở ngoài biển, và nó quay trở về Norfolk, Virginia để đại tu vào ngày 12 tháng 10.
Coral Sea tiến hành huấn luyện phi công tàu sân bay ngoài khơi Virginia Capes và Mayport, Florida; và đến tháng 4 năm 1953 nó đón lên tàu Ủy ban Tư pháp thuộc Hạ nghị viện Hoa Kỳ cho một chuyến đi kéo dài ba ngày. Vào ngày 26 tháng 4, chiếc tàu sân bay khởi hành cho một lượt phục vụ tại Địa Trung Hải. Chuyến đi này được đánh dấu bằng một cuộc viếng thăm Tây Ban Nha và tham gia cuộc tập trận "Black Wave" của khối NATO, có Thứ trưởng Bộ Quốc phòng R.M. Kyes trên tàu như một quan sát viên. Quay trở về Norfolk, Virginia vào ngày 21 tháng 10, nó tiến hành các thử nghiệm cho Văn phòng Hàng không cùng huấn luyện các thành viên Hải quân Dự bị tại Mayport, Florida và vịnh Guantánamo.
Coral Sea quay trở lại Địa Trung Hải từ ngày 7 tháng 7 đến ngày 20 tháng 12 năm 1954. Trong lượt hoạt động này, nó đã được Thống chế Tây Ban Nha Francisco Franco viếng thăm khi nó neo đậu ngoài khơi Valencia, Tây Ban Nha. Trong lượt hoạt động tiếp theo Địa Trung Hải từ ngày 23 tháng 3 đến ngày 29 tháng 9 năm 1955, nó đã ghé thăm Istanbul và tham gia các cuộc tập trận của NATO.
Khởi hành từ Norfolk, Virginia vào ngày 23 tháng 7 năm 1956 hướng đến Mayport, Florida để nhận lên tàu Liên đội Không lực Tàu sân bay 10, Coral Sea tiếp tục đi đến Địa Trung Hải trong lượt hoạt động tiếp theo. Nó tham gia các cuộc tập trận của khối NATO, và đã đón lên tàu Vua Pavlos của Hy Lạp và Friederike Luise Thyra của Hannover như những vị khách vào tháng 10. Trong vụ Khủng hoảng kênh đào Suez, Coral Sea đã di tản công dân Hoa Kỳ khỏi khu vực xung đột, và đã thường trực ngoài khơi Ai Cập cho đến tháng 11.
Coral Sea quay trở về Norfolk, Virginia vào ngày 11 tháng 2 năm 1957; rồi rời cảng vào ngày 26 tháng 2 để viếng thăm Santos, Brasil; Valparaíso, Chile và Balboa, Panama trước khi đi đến Bremerton, Washington vào ngày 15 tháng 4. Coral Sea được rút khỏi biên chế tại Xưởng hải quân Puget Sound vào ngày 24 tháng 5 năm 1957 để tiến hành đợt cải biến lớn SCB-110A, bao gồm việc trang bị một sàn đáp chéo góc và các máy phóng hơi nước, bố trí lại các thang nâng ra mép sàn đáp, một mũi tàu chống bão kín, các mảng đắp trên lườn tàu, tháo dỡ đai giáp cùng nhiều súng phòng không, cùng các thay đổi khác. Sau khi hoàn tất, nó được tái biên chế vào ngày 25 tháng 1 năm 1960 và lại gia nhập hạm đội. Trong tháng 9 năm 1960, nó tiến hành huấn luyện cùng với liên đội không quân phối thuộc mới dọc theo bờ Tây, rồi lên đường vào tháng 9 cho một lượt hoạt động cùng với Đệ Thất hạm đội tại Viễn Đông cho chuyến đi đầu tiên đến Tây Thái Bình Dương.

### Việt Nam trong những năm 1960 và 1970
Việc trang bị hệ thống PLAT (Pilot Landing Aid Television) được hoàn tất trên chiếc Coral Sea vào ngày 14 tháng 12 năm 1961. Nó là chiếc tàu sân bay đầu tiên được gắn thiết bị này để hoạt động. Được thiết kế để cung cấp một băng ghi hình cho mỗi lần hạ cánh, hệ thống này tỏ ra hữu ích cho mục đích huấn luyện cũng như phân tích các tai nạn hạ cánh, chứng tỏ là một công cụ có giá trị trong việc đảm bảo an toàn. Đến năm 1963, mọi tàu sân bay tấn công đầu được trang bị hệ thống PLAT, và có kế hoạch trang bị nó cho tàu sân bay chống tàu ngầm cùng các trạm trên bờ.

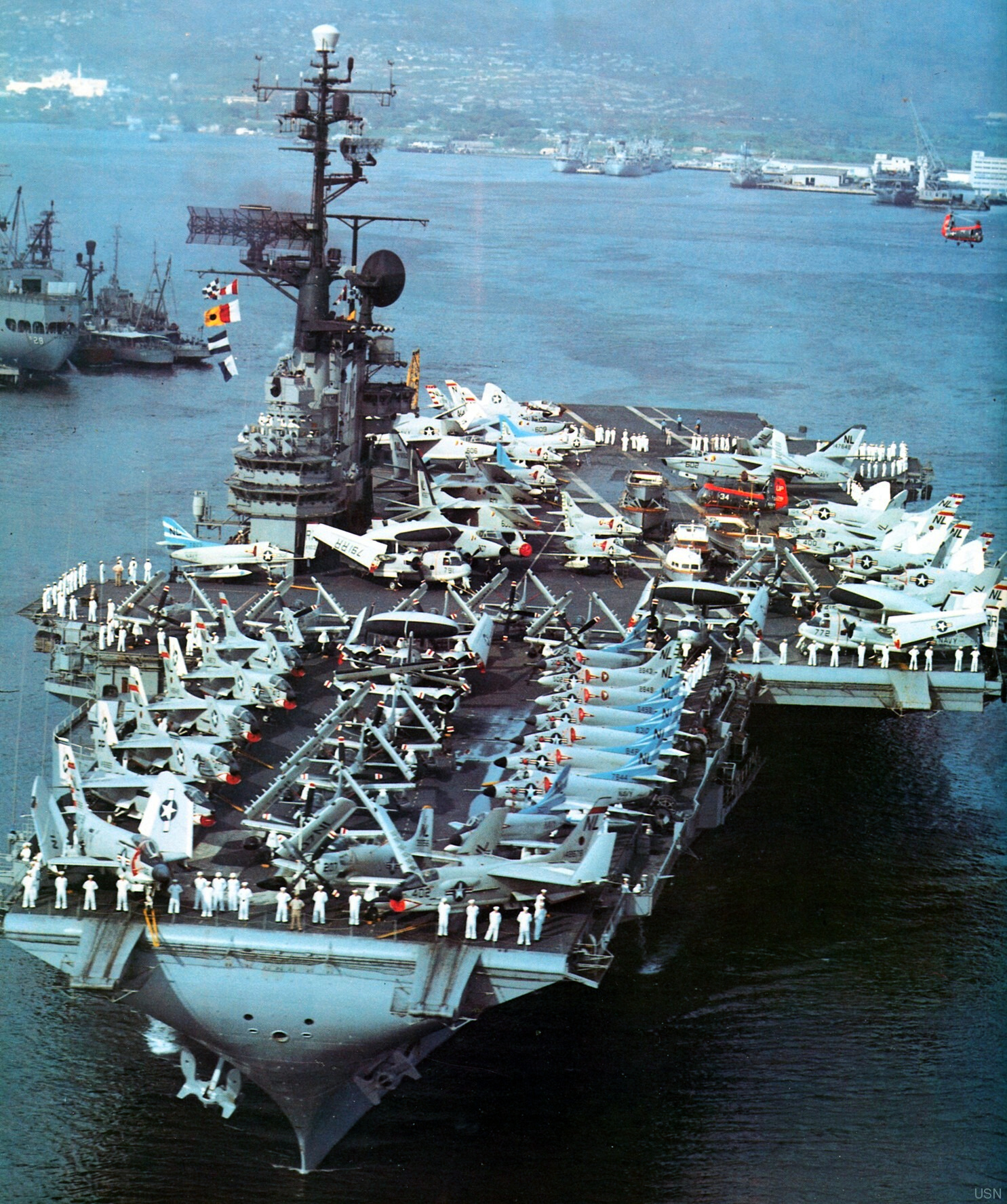
Coral Sea rời Trân Châu Cảng năm 1963

Theo sau Sự kiện Vịnh Bắc bộ vào tháng 8 năm 1964, Coral Sea lên đường vào ngày 7 tháng 12 để phục vụ cùng Đệ Thất hạm đội. Đến ngày 7 tháng 2 năm 1965, máy bay của Coral Sea hợp cùng những chiếc xuất phát từ các tàu sân bay Ranger (CVA-61) và Hancock (CVA-19) đã tấn công các trại binh và khu vực tập kết quân sự tại Đồng Hới thuộc phía Nam của Việt Nam Dân chủ Cộng hòa. Cuộc không kích này là nhằm trả đũa cuộc tấn công của Việt Cộng vào các căn cứ chung quanh Pleiku ở Nam Việt Nam. Ngày 26 tháng 3, Đệ Thất hạm đội bắt đầu tham gia Chiến dịch Sấm rền (Rolling Thunder), một chuỗi các cuộc ném bom hệ thống vào các mục tiêu quân sự khắp miền Bắc Việt Nam. Phi công của Coral Sea đã nhắm vào các trạm radar gần bờ biển gần Vĩnh Linh. Coral Sea tiếp tục được bố trí cho đến khi quay trở về nhà vào ngày 1 tháng 11 năm 1965.
Coral Sea thực hiện một đợt bố trí khác đến Tây Thái Bình Dương và Việt Nam từ ngày 29 tháng 7 năm 1966 đến ngày 23 tháng 2 năm 1967. Vào mùa Hè năm 1967, thành phố San Francisco chấp nhận con tàu như "thuộc về San Francisco". Điều này xem ra khôi hài so với tình cảm phản chiến tại vùng vịnh San Francisco, và so với thực tế những gì xảy ra vào Mùa Hè của Tình yêu. Cho dù vậy, thành phố và con tàu vẫn có được mối quan hệ chính thức mang tính hình thức. Có thể nhiều lần thủy thủ đoàn đã không tán đồng thái độ của cư dân vùng vịnh.
Chiếc tàu sân bay liên tục được bố trí hoạt động đến Tây Thái Bình Dương/Việt Nam cho đến năm 1975: từ 26 tháng 7 năm 1967 đến 6 tháng 4 năm 1968; 7 tháng 9 năm 1968 đến 15 tháng 4 năm 1969; 23 tháng 9 năm 1969 đến 1 tháng 7 năm 1970; 12 tháng 11 năm 1971 đến 17 tháng 7 năm 1972; 9 tháng 3 đến 8 tháng 11 năm 1973; và từ 5 tháng 12 năm 1974 đến 2 tháng 7 năm 1975. Sau khi được tái trang bị từ năm 1970 đến năm 1971 tại San Diego, trong chuyến đi quay trở lại Alameda, Coral Sea phải chịu đựng một đám cháy tại ngăn thông tin liên lạc. Đám cháy tràn lan nhanh đến mức Đại tá William H. Harris chỉ huy con tàu phải lệnh cặp dọc theo bờ biển ngoài khơi San Mateo và Santa Barbara phòng hờ trường hợp phải bỏ tàu nếu như đám cháy không thể kiểm soát. Cuối cùng đám cháy cũng được dập tắt.
Hoạt động của máy bay Hải quân và Thủy quân Lục chiến Hoa Kỳ tại Việt Nam được tăng cường đáng kể trong suốt tháng 4 năm 1972 với tổng cộng 4.833 phi vụ của Hải quân tại miền Nam và 1.250 phi vụ khác tại miền Bắc. Coral Sea cùng với Hancock đang thường trực tại trạm Yankee khi cuộc tổng tấn công mùa Xuân của Quân đội Nhân dân Việt Nam bắt đầu; nên vào đầu tháng 4 có thêm sự tham gia của các tàu sân bay Kitty Hawk (CV-63) và Constellation (CV-64). Vào ngày 16 tháng 4 năm 1972, máy bay của Coral Sea, hợp cùng những chiếc xuất phát từ Kitty Hawk và Constellation, đã thực hiện 57 phi vụ bên trên khu vực Hải Phòng hỗ trợ cho những chiếc máy bay ném bom chiến lược B-52 tấn công các kho dầu tại cảng này trong phạm vi chiến dịch Freedom Porch.
Chiến dịch Pocket Money, đợt rải thủy lôi phong tỏa các cảng chính của Bắc Việt Nam, được tung ra vào ngày 9 tháng 5 năm 1972. Sáng sớm hôm đó, một máy bay cảnh báo sớm EC-121 đã cất cánh từ sân bay Đà Nẵng để hỗ trợ cho chiến dịch rải mìn. Ít lâu sau đó, Kitty Hawk tung ra 17 phi vụ ném bom xuống khu vực ga đường sắt Nam Định như một hoạt động tấn công nghi binh. Tuy nhiên, thời tiết xấu đã buộc những chiếc máy bay phải chuyển hướng sang những mục tiêu thay thế tại Thanh Hóa và Phủ Quỳ. Coral Sea tung ra ba máy bay A-6A Intruder và sáu chiếc A-7E Corsair II chở theo thủy lôi cùng một máy bay tác chiến phản công điện tử EKA-3B Skywarrior để hỗ trợ cho hoạt động rải mìn tại các luồng tuyến ra vào bên ngoài cảng Hải Phòng. Những máy bay mang thủy lôi xuất phát từ Coral Sea được canh giờ để tiến hành thả thủy lôi vào đúng 09 giờ 00 giờ địa phương, nhằm trùng khớp với thời điểm công bố báo chí của Tổng thống Richard M. Nixon tại Washington D.C. về việc phong tỏa bằng thủy lôi.

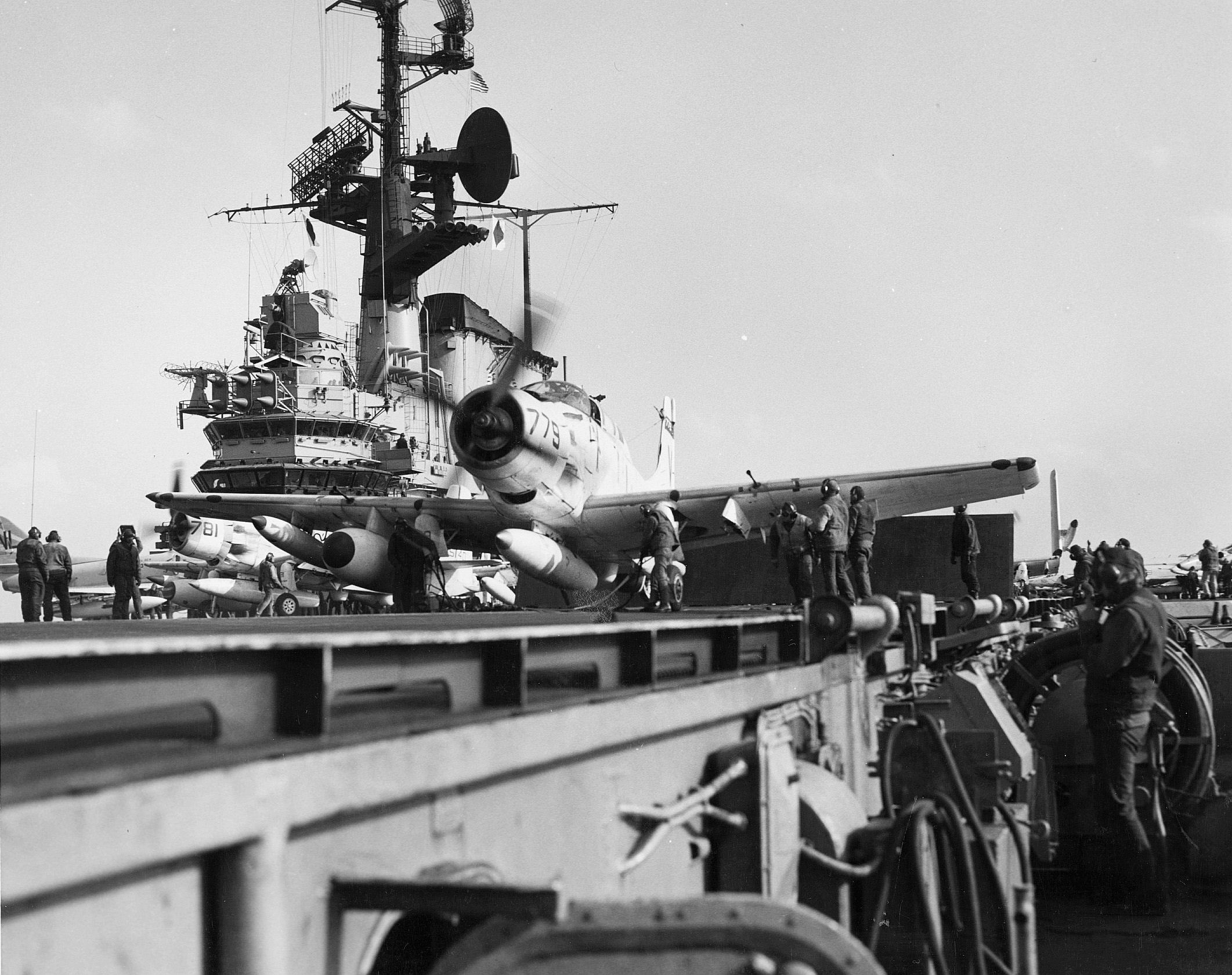
Hoạt động không quân trong giai đoạn Chiến tranh Việt Nam

Phi đội Intruder do chỉ huy trưởng Liên đội, Trung tá Hải quân Roger E. Sheets dẫn đầu, bao gồm những máy bay Thủy quân lục chiến thuộc phi đội VMA-224, hướng đến vòng trong của luồng cảng. Những chiếc Corsair do Trung tá Hải quân Leonard E. Giuliani dẫn đầu, bao gồm những máy bay thuộc các phi đội VA-94 và VA-22, được chỉ định để rải mìn vòng ngoài của luồng cảng. Mỗi máy bay mang theo bốn quả thủy lôi MK52-2. Đại úy Thủy quân Lục chiến William R. Carr, sĩ quan hoa tiêu/ném bom chiếc dẫn đầu, xác định góc phương vị tấn công cần thiết và định giờ để thả những quả thủy lôi. Quả mìn đầu tiên được thả lúc 08 giờ 59 phút, và quả cuối cùng của bãi mìn 36 quả vào lúc 09 giờ 01 phút; mười hai quả được thả phía bên trong cảng và 24 quả còn lại được thả ở vòng ngoài. Mọi quả thủy lôi đều được cài đặt trì hoãn 72 giờ trước khi kích hoạt, cho phép các tàu buôn có đủ thời gian để khởi hành hoặc thay đổi điểm đến, phù hợp với công bố báo chí của Tổng thống. Đây là hoạt động khởi đầu cho một chiến dịch vốn đã rải trên 11.000 quả thủy lôi kiểu MK36 và 108 quả thủy lôi kiểu đặc biệt Mk 52-2 trong tám tháng tiếp theo sau. Chiến dịch phong tỏa này được xem đã đóng vai trò quan trọng trong việc đưa đến một thỏa thuận hòa bình, vì nó đã ảnh hưởng lớn đến sự tiếp nhận viện trợ quân sự của đối phương.

### 1973 - 1975
Hiệp định Hòa bình Paris, giúp kết thúc cuộc xung đột tại Việt Nam, được ký kết vào ngày 27 tháng 1 năm 1973 sau bốn năm thương lượng. Cho đến ngày 1 tháng 4, phía Bắc Việt Nam đã thả hơn 600 tù binh chiến tranh Hoa Kỳ và những binh lính chiến đấu Hoa Kỳ sau cùng rút khỏi Việt Nam vào ngày 11 tháng 8. Tuy nhiên chiến tranh vẫn chưa hoàn toàn chấm dứt tại Việt Nam, cho đến mùa Xuân năm 1975, lực lượng Bắc Việt bắt đầu tràn ngập xuống phía Nam. Các tàu sân bay Coral Sea, Midway, Hancock và Enterprise cùng tàu tấn công đổ bộ Okinawa (LPH-3) đã phản ứng lại khi có mặt tại vùng biển ngoài khơi Nam Việt Nam vào ngày 19 tháng 4. Chiến dịch "Frequent Wind" được Đệ Thất hạm đội tiến hành mười ngày sau đó, khi Sài Gòn lọt vào tay lực lượng cộng sản, hàng trăm nhân sự Hoa Kỳ cùng hàng ngàn binh lính và thường dân Nam Việt Nam được di tản ra các con tàu chờ đợi ngoài khơi. Chính quyền Nam Việt Nam chính thức đầu hàng vào ngày 30 tháng 4.
Từ ngày 12 tháng 5 đến ngày 14 tháng 5, 1975, Coral Sea tham gia cùng các lực lượng Hải quân, Không quân và Thủy quân lục chiến trong sự kiện Mayaguez. Đây là chiến dịch nhằm giải cứu 39 thành viên thủy thủ đoàn của chiếc SS Mayaguez, vốn bị tàu pháo thuộc lực lượng Khmer Đỏ bắt giữ trái phép trong vùng biển quốc tế vào ngày 12 tháng 5. Chiếc tàu sân bay đã tung ra các phi vụ không kích hỗ trợ xuống các căn cứ của lực lượng Khmer Đỏ, trong khi máy bay trực thăng Không quân cùng 288 lính Thủy quân Lục chiến thuộc các đội 2 và 9 thuộc tiểu đoàn đổ bộ đã xuất phát từ sân bay U-Tapao, Thái Lan và đổ bộ xuống đảo Koh Tang; nhưng những con tin thủy thủ đã được chuyển vào đất liền trước đó. Ba máy bay trực thăng đã bị bắn rơi, và mười tám binh sĩ Thủy quân Lục chiến, Không quân và Hải quân đã thiệt mạng trong vụ này. Coral Sea được tặng thưởng Đơn vị Tuyên dương Anh dũng vào ngày 6 tháng 7 năm 1976 do đã tham gia chiến dịch giải cứu này.
Trong thời gian này, Coral Sea được xếp lại lớp như một tàu sân bay đa dụng, và quay trở lại ký hiệu lườn cũ CV-43, vào ngày 30 tháng 6 năm 1975.

### Khủng hoảng con tin Iran

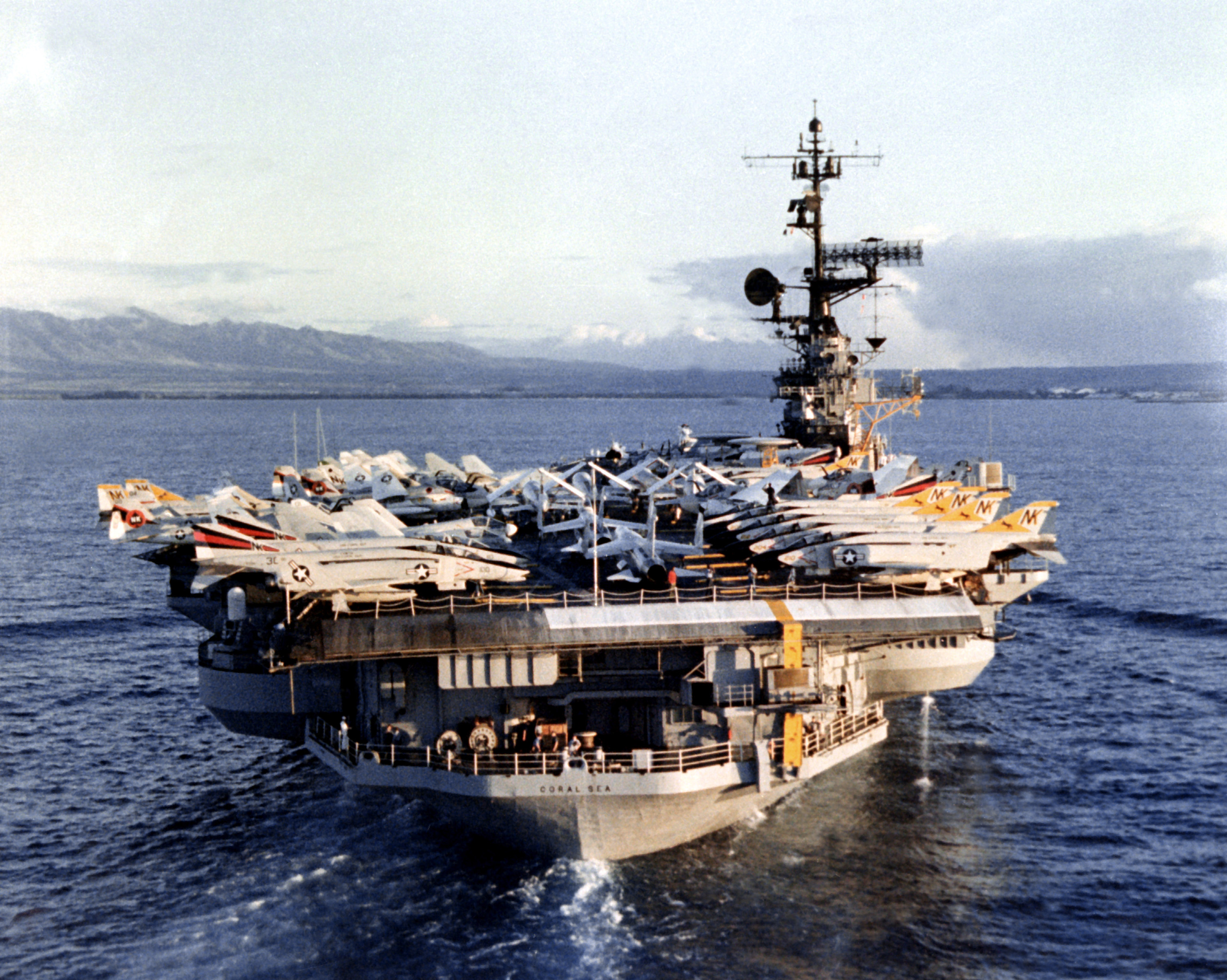
Coral Sea tiến vào Trân Châu Cảng, 1981

Tại Iran vào ngày 4 tháng 11 năm 1979, những người ủng hộ Ayatollah Khomeini, lãnh đạo tinh thần của cuộc Cách mạng Hồi giáo vốn đã tiến hành cuộc lật đổ vua Pahlavi, đã chiếm Tòa đại sứ Hoa Kỳ tại Tehran và bắt giữ 63 công dân Hoa Kỳ, gây nên cuộc Khủng hoảng con tin Iran. Coral Sea được điều động đến thay phiên cho Midway tại khu vực phía Bắc biển Ả Rập ngoài khơi bờ biển Iran vào ngày 5 tháng 2 năm 1980. Khu vực hoạt động này được thủy thủ trên các tàu chiến hoạt động tại đây đặt tên lóng Trạm Gonzo, hàm ý ở gần Iran và một cuộc chiến tranh với Iran hầu như không tránh khỏi.
Sau đó Coral Sea đã cùng chiếc tàu sân bay mới Nimitz (CVN-68) và các tàu chiến khác tham gia Chiến dịch Evening Light, một nỗ lực không thành công và bị hủy bỏ nhằm tìm cách giải cứu các con tin vào ngày 24 tháng 4 năm 1980. Máy bay xuất phát từ các tàu sân bay Nimitz và Coral Sea chỉ đóng vai trò hỗ trợ trong chiến dịch này. Thủy thủ đoàn của Coral Sea và các tàu chiến khác được tặng thưởng Huân chương Viễn chinh Hải quân cho hoạt động này. Vào lúc con tàu đi vào Căn cứ Hải quân vịnh Subic, Philippines cho một lượt viếng thăm cảng vào ngày 9 tháng 5, 1980, thủy thủ đoàn của nó đã trải qua 102 ngày liên tục ngoài biển, phần lớn là ngoài khơi bờ biển Iran. Vụ khủng hoảng kết thúc vào ngày 20 tháng 1 năm 1981 khi Ronald Reagan kế nhiệm Jimmy Carter làm Tổng thống Hoa Kỳ và Iran thả các con tin người Mỹ.

### Thập niên 1980
Vào ngày 10 tháng 6, 1980, Coral Sea quay trở về cảng nhà Alameda. Nó khởi hành vào ngày 20 tháng 8, 1981 cho lượt biệt phái sau cùng sang khu vực Tây Thái Bình Dương, và sau khi ghé qua Trân Châu Cảng và vịnh Subic, Philippines, nó đã hoạt động trong biển Đông. Sau khi viếng thăm Singapore, con tàu đi sang khu vực Ấn Độ Dương, nơi nó thay phiên cho chiếc America (CV-66) tại Trạm Gonzo, và hoạt động cùng các đơn vị Hải quân Hoàng gia Anh trong cuộc tập trận GonzoEx 2-81 từ ngày 17 đến ngày 23 tháng 11.
Sau đó Coral Sea tham gia cuộc tập trận Bright Star 82, bao gồm việc phòng thủ Ai Cập và kênh đào Suez, từ ngày 4 đến ngày 9 tháng 12. Được tàu sân bay Constellation (CV-64) thay phiên vào ngày 17 tháng 12, nó rời Trạm Gonzo để đi đến Pattaya, Thái Lan và nghỉ ngơi sau 79 ngày liên tục trên biển. Sau đó nó ghé qua vịnh Subic và Hong Kong trên đường đi sang hoạt động trong biển Nhật Bản, rồi lên đường cho hành trình quay trở về Hoa Kỳ ngang qua vịnh Subic và Trân Châu Cảng. Con tàu về đến Alameda, California vào ngày 23 tháng 3, 1982, nơi nó được bảo trì, tiếp liệu và huấn luyện thực tập dọc theo vùng bờ biển California. Đến ngày 25 tháng 3, 1983, chiếc tàu sân bay được điều động sang cảng nhà mới tại Norfolk, Virginia, vị trí của nó tại Alameda được chiếc tàu sân bay mới Carl Vinson (CVN-70) thuộc lớp Nimitz thay thế.

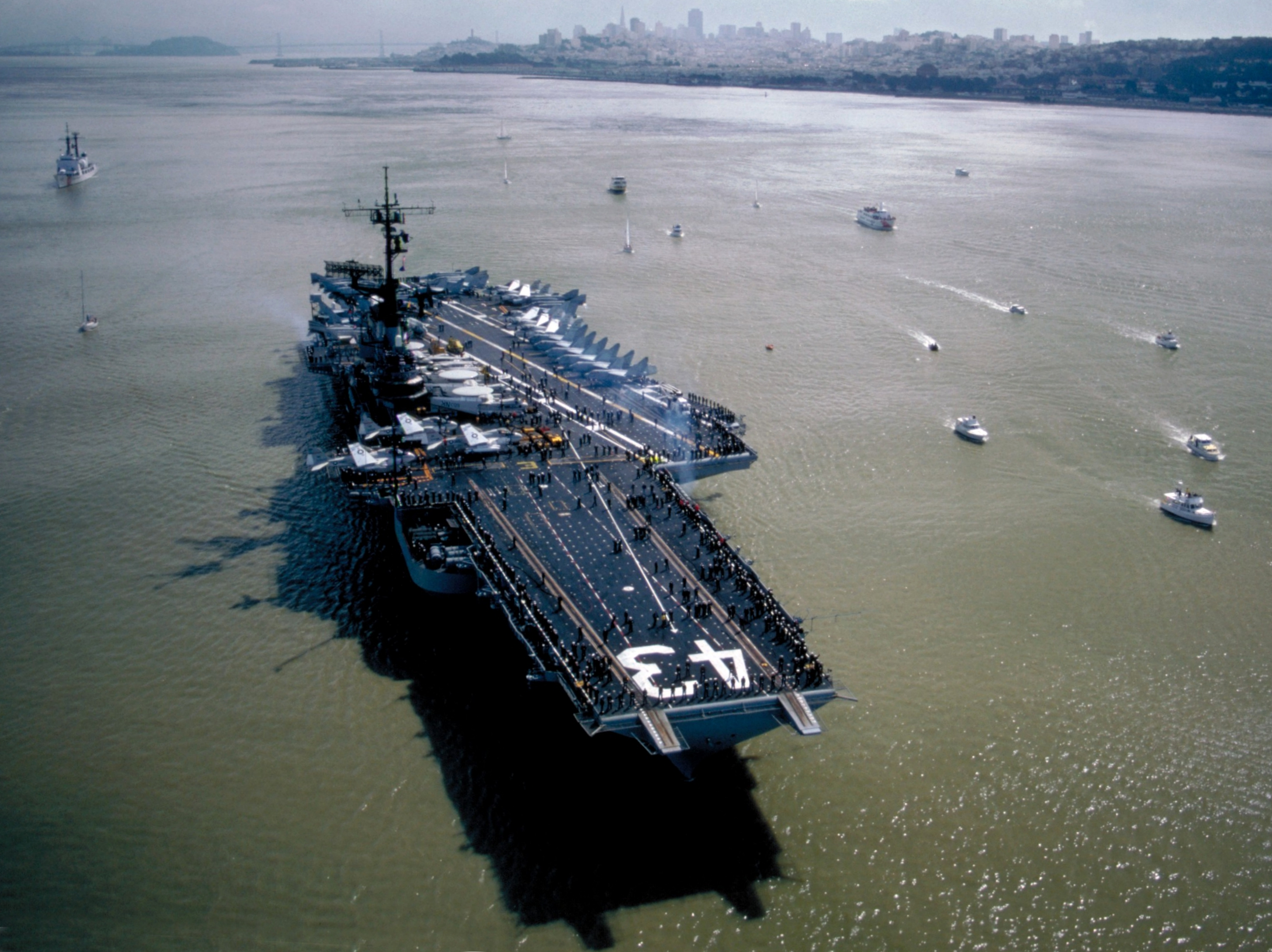
Coral Sea băng qua bên dưới cầu Cổng Vàng, San Francisco, tháng 3, 1983

Coral Sea được phái đi thực hiện một chuyến đi vòng quanh thế giới kéo dài sáu tháng, viếng thăm hàng loạt các cảng trên đường đi. Vào ngày 11 tháng 4, 1985, đang khi tiến hành huấn luyện ôn tập cùng phi đoàn không quân phối thuộc tại khu vực cách 45 nmi (83 km) về phía Đông Nam vịnh Guantánamo, Cuba, nó mắc tai nạn va chạm với tàu chở dầu Ecuador Napo. Không có thương vong cho thủy thủ đoàn của cả hai con tàu, nhưng Coral Sea bị thủng một lổ 30 ft (9,1 m) tại mũi tàu cũng như một số thiết bị radar và thông tin liên lạc bị hư hại; nó phải trải qua hai tháng sửa chữa tại Xưởng hải quân Norfolk ở Portsmouth, Virginia. Napo cũng bị thủng mạn tàu bên trên mực nước và bị tràn thùng dầu ra biển trước khi đến được vịnh Guantánamo để sửa chữa.
Sang ngày 13 tháng 10, với Không đoàn CVW-13 được phối thuộc cùng, chiếc tàu sân bay khởi hành đi sang Địa Trung Hải cho lượt phục vụ đầu tiên cùng Đệ Lục hạm đội kể từ năm 1957. Đây cũng là lần đầu tiên kiểu máy bay chiến đấu mới F/A-18 Hornet được triển khai tại Địa Trung Hải; chúng được phân bổ cho các phi đội VFA-131, VFA-132, VMFA-314 và VMFA-323 bên trên Coral Sea. Đến ngày 2 tháng 1, 1986, hoàn toàn không được báo trước, những chiếc EA-6B Prowler thuộc Phi đội VAQ-135 trình diện để phục vụ cùng con tàu; Hội đồng Tham mưu Liên quân đã quyết định tăng cường cho Không đoàn CVW-13 những máy bay có khả năng đối kháng điện tử và gây nhiễu.

## Phần thưởng[2]
| Silver star · Bronze star · Bronze star · Bronze star · Bronze star · Bronze star |                           |             |
| Bronze star · Bronze star                                                         |                           | Bronze star |
| Silver star · Silver star · Bronze star · Bronze star                             | Silver star · Silver star |             |
| Silver star · Silver star · Bronze star · Bronze star · Bronze star               |                           |             |

| Đơn vị Tuyên Dương Hải quân với 6 Ngôi sao Chiến trận                | Đơn vị Tuyên Dương Hải quân với 6 Ngôi sao Chiến trận   | Đơn vị Tuyên dương Anh dũng với 4 Ngôi sao Chiến trận   | Đơn vị Tuyên dương Anh dũng với 4 Ngôi sao Chiến trận           |
| Huân chương Viễn chinh Hải quân với 2 Ngôi sao Chiến trận            | Huân chương Phục vụ Chiếm đóng Hải quân                 | Huân chương Phục vụ Chiếm đóng Hải quân                 | Huân chương Phục vụ Phòng vệ Quốc gia với 1 Ngôi sao Chiến trận |
| Huân chương Viễn chinh Lực lượng Vũ trang với 12 Ngôi sao Chiến trận | Huân chương Phục vụ Việt Nam với 10 Ngôi sao Chiến trận | Huân chương Phục vụ Việt Nam với 10 Ngôi sao Chiến trận | Huân chương Phục vụ Nhân đạo                                    |
| Dãi băng Biệt phái Phục vụ Biển với 13 Ngôi sao Chiến trận           | Huân chương Anh Dũng Bội Tinh (Việt Nam Cộng Hòa)       | Huân chương Anh Dũng Bội Tinh (Việt Nam Cộng Hòa)       | Huân chương Chiến dịch Việt Nam                                 |